# 韩国银行货币博物馆
韩国银行货币博物馆（韓語：한국은행 화폐박물관）是韩国银行旗下的一个貨幣博物馆，位于首爾特別市中區的總行旁邊，在大邱、木浦、光州、仁川、江原、濟州等地的分行也设有展厅。
博物馆建筑为原韩国银行總行大楼，1981年被指定为史蹟第280号。 博物馆内藏有4500多种包括韩国在内的世界各种货币，并设有展示韩国银行发展历史，货币制造过程，货币在国民经济中的作用等展厅。

## 历史
1990年6月，韩国银行本部在搬迁到新大楼后，开始在原本部大楼的2层开设货币展览厅。1999年12月，原韩国银行本部大楼被正式指定为韩国银行货币金融博物馆馆舍并进行装修。2001年6月，装修一新的韩国银行货币金融博物馆正式开馆。2003年6月，博物馆被指定为韩国一级博物馆。

## 建筑
韩国银行货币博物馆的建筑是20世纪法国文艺复兴式的城堡建筑，由日本设计师辰野金吾设计。辰野金吾同时也是日本银行本部和日本東京站的设计者。大楼最初设计为第一劝业银行首尔分部并于1907年11月开始施工。 1912年大楼建成时被改为朝鲜日治时期中央银行朝鲜银行的本部大楼。1945年，韩国光复后，朝鲜银行被解散。大楼成为新成立的韩国中央银行韩国银行的本部。 1987年，韩国银行搬移到在大楼后面新建的一幢大楼。韩国银行本部旧楼经重新装修后成为韩国银行货币博物馆馆址，并于2001年1月13日正式开馆。